# Biblioteca Bodleiana

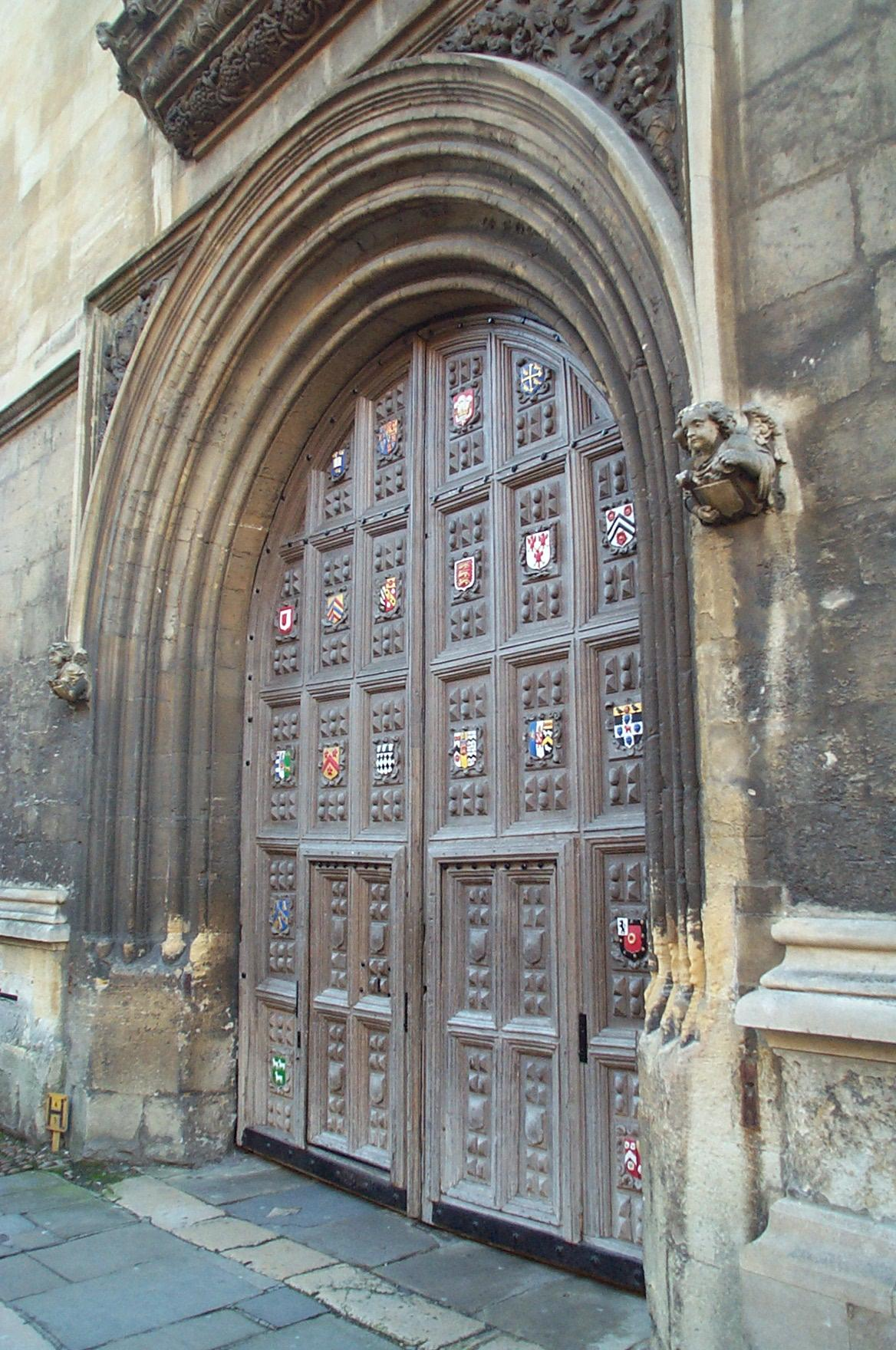
Entrada a la Biblioteca, amb els escuts d'armes de diversos col·legis d'Oxford.

La Biblioteca Bodleiana (anglès: Bodleian Library; llatí, Bibliotheca Bodleiana) és la principal biblioteca de recerca de la Universitat d'Oxford, Anglaterra. És una de les biblioteques més antigues d'Europa, i al Regne Unit només la supera en grandària la Biblioteca Britànica. És una de les cinc biblioteques britàniques de dipòsit de drets d'autor.

## Història
La Bodleian Library (oficialment Bodley's Library) d'Oxford -coneguda de manera informal durant segles per als erudits oxonians com «The Bod» - es va inaugurar el 1602 amb una col·lecció de dos mil llibres reunits per Thomas Bodley (del Merton College d'Oxford) per substituir la biblioteca donada a la Divinity School per Humfred de Gloucester (germà d'Enric V d'Anglaterra), però que havia estat dispersada durant el segle xvi.
El 1610, Bodley va arribar a un acord amb la Worshipful Company of Stationers and Newspaper Makers de Londres per dipositar a la biblioteca una còpia de cada llibre que registressin. La col·lecció Bodleian va créixer tan ràpid que es va necessitar una primera ampliació de l'edifici el 1610-1612, i una altra el 1634-1637. Quan John Selden va morir el 1654, va llegar a la Bodleian la seva gran col·lecció de llibres i manuscrits.
El 1911, la «Copyright Act» va mantenir l'acord amb els Stationers fent que la Bodleian fos (en aquell temps) una de les sis biblioteques del Regne Unit dipositàries d'una còpia de cada llibre amb drets d'autor.
El 1913 es van obrir dues plantes per a emmagatzematge sota la Cambra Radcliffe i la plaça Radcliffe. En els anys trenta del segle XX es va construir l'edifici New Bodleian (Nova Bodleian), amb un ampli magatzem i una nova sala de lectura. Un túnel sota el carrer Broad connecta ambdues Bodleian (la Vella i la Nova).

## Torre dels Cinc Ordres

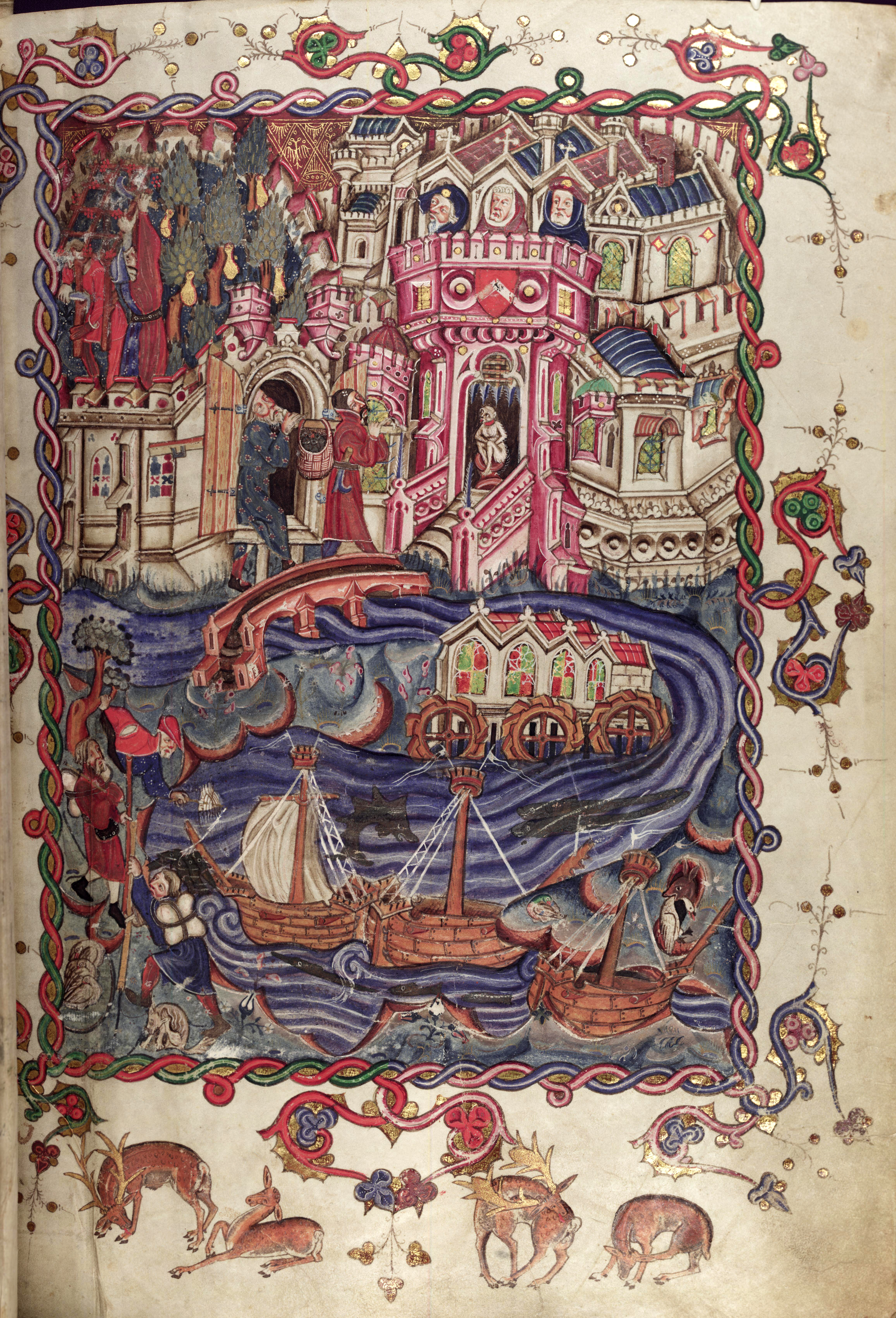
Miniatura del Roman d'Alexandre en un manuscrit il·luminat per Jehan de Grise, 1338-1344. Oxford, Bodleian Library, ms. 264, F1R.

Una part de la Bodleian Library està continguda en l'anomenada Torre dels Cinc Ordres (Tower of the Five Orders). La torre rep aquest nom perquè està ornamentada, en sentit ascendent, amb columnes de cadascun dels cinc ordres de la arquitectura clàssica: dòric, toscà, jònic, corinti i compost.
L'astrònom Thomas Hornsby va observar el trànsit de Venus des d'aquesta torre el 1769.

## La Bodleian avui

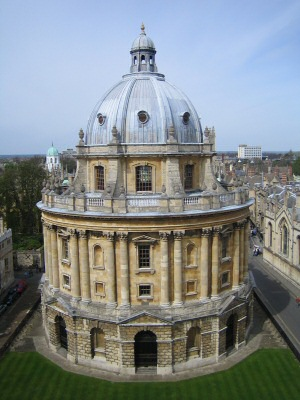
Cambra Radcliffe.

Avui, la Bodleian inclou diverses àrees d'emmagatzematge externes així com unes altres nou biblioteques situades a Oxford. Aquests llocs contenen nou milions d'articles en 176 quilòmetres de prestatges, i tenen seients per 2500 lectors:
- la Bodleian Japanese Library
- la Bodleian Law Library
- la Hooke Library
- la Biblioteca de l'Institut Indi
- la Biblioteca de l'Institut Oriental
- la Biblioteca de Filosofia
- la Radcliffe Science Library
- la Bodleian Library de la Commonwealth i Estudis Africans a la Casa Rhodes
- la Vere Harmsworth Library

Abans d'accedir al contingut de la biblioteca, els nous lectors han de fer la següent declaració, habitualment en anglès en comptes de fer-ho en el llatí com es feia originalment:
| «                                                                       | Juro no treure de la Biblioteca, ni marcar, modificar o danyar de cap manera, cap volum, document o cap altre objecte pertanyent a aquesta Biblioteca o sota la seva custòdia, o fer-lo malbé ja sigui pel foc o la flama prometo no fumar a la Biblioteca, i obeir totes les normes per ella dictades. | Do fidem me nullum librum vel instrumentum aliamve quam rem ad Bibliothecam pertinentem, vel ibi custodiae causa depositam, aut e bibliotheca sublaturum esse, aut foedaturum deformaturum aliove quo modo laesurum; item neque ignem nec flammam in Bibliothecam inlaturum vel in ea accensurum, neque fumo nicotiano aliove quovis ibi usurum; item promitto me omnes leges ad Bibliothecam Bodleianam attinentes semper observaturum esse. | » |
| — Leges Bibliothecae Bodleianae alta voce prae legendae custodis iussu. | | |   |

## Desenvolupament digital

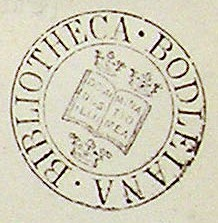
Segell de la biblioteca en un llibre de 1830.

La biblioteca digital: "Oxford Digital Library" (ODL Arxivat 2019-03-17 a Wayback Machine.) és un component clau de l'estratègia digital dels Oxford University Library Services (OULS). S'ha establert per a poder desenvolupar la infraestructura tècnica d'un servei avançat, proporcionant accés online a les col·leccions. La Bodleian Library ha ofert el seu suport a l'establiment de la biblioteca digital de lliure accés: Journal Server com també ha allotjat recursos dels Oxford Digital Library Servers. La Biblioteca Digital "Oxford Digital Library" va començar a operar al juliol de 2001 i té una petita col·lecció d'arxius digitals.

## La Bodleian Library en la ficció
La bella arquitectura de la Biblioteca ha fet que es roden diverses pel·lícules en aquesta localització. Es pot veure en Another Country (1984), La bogeria del rei Jordi (1994) i en els dos primers Harry Potter, en el qual la Divinity School, on es fa passar per ala de l'hospital Hogwarts i la Biblioteca Duke Humphrey és la biblioteca de Hogwarts. La Cambra Radcliffe apareix en la pel·lícula El Sant (1997). En El nou món (2005) l'edifici de la biblioteca és l'entrada a la cort anglesa.
Les primeres paraules de la versió en llatí de la promesa del lector (Do fidem em nullum librum vel) es pot veure al barret del lingüista a la mini sèrie de 1996 sobre Els viatges de Gulliver.
Atès que J. R. R. Tolkien havia estudiat filologia a Oxford i amb el temps va arribar a ser-ne professor, estava molt familiaritzat amb el "Llibre vermell de Hergest" que es conserva a la Bodleian, i més tard va crear el seu propi "Red Book of Westmarch" (« Llibre Vermell de la Frontera de l'Oest ») de ficció, narrant la història d'El Senyor dels Anells. Molts dels manuscrits de Tolkien estan ara a la Bodleian Library.